# Стивен Хендри
Стивен Хендри (енгл. Stephen Hendry; рођен 13. јануара 1969, Единбург, Шкотска) професионални је шкотски играч снукера. Седам пута је био победник светског првенства у снукеру. Прво светско првенство је освојио 1990. године када је имао 21. годину и постао најмлађи играч који је освојио тај турнир.

## Каријера

### 2020—данас
У септембру 2020. најављено је да ће се Хендри вратити из пензије након што је добио позивну карту за наредне две сезоне. Први професионални меч после девет година је одиграо против Метјуа Селта на првенству Гибралтара у марту 2021. године. Тај меч је изгубио резултатом 4:1, али је зато у једином фрејму који је освојио успео да направи троцифрени брејк још од 2012.

## Успеси

### Светско првенство
|           | Година | Противник     | Фрејмови |
| --------- | ------ | ------------- | -------- |
| Победник  | 1990   | Џими Вајт     | 18–12    |
| Победник  | 1992   | Џими Вајт     | 18–14    |
| Победник  | 1993   | Џими Вајт     | 18–5     |
| Победник  | 1994   | Џими Вајт     | 18–17    |
| Победник  | 1995   | Најџел Бонд   | 18–9     |
| Победник  | 1996   | Питер Ебдон   | 18–12    |
| Финалиста | 1997   | Кен Доерти    | 12–18    |
| Победник  | 1999   | Марк Вилијамс | 18–11    |
| Финалиста | 2002   | Питер Ебдон   | 17–18    |

### Остали освојени турнири
„“ 1989, 1990, 1994, 1995, 1996
„“ 1987, 1990, 1991, 1995
„“ 1988, 1991, 1999, 2003
„“ 1989, 1990, 1998
„“ 1989, 1990, 1993
„“ 1992, 1997, 2003
„“ 1993, 1997
„“ 1994, 1995, 2001
„“ 1999
„“ 2005
„“ 1986, 1987, 1988
„“ 1987
„“ 1989, 1990, 1991, 1992, 1993, 1996
„“ 1989, 1990, 1995
„“ 1991, 1992, 1994, 1995, 2000, 2004
„“ 1992, 1997, 1999
„“ 1996, 2001
„“ 1998, 2001